# Fußball in Schottland

Wappenschild des schottischen Fußballverbandes (SFA)

Der Sport in Schottland hat sich teilweise eigenständig entwickelt, teilweise im Zusammenhang mit den Sportarten im Vereinigten Königreich. Fußball ist in Schottland die beliebteste Sportart. Schottland gilt zusammen mit den drei anderen Home Nations des Vereinigten Königreichs (England, Nordirland sowie Wales) als eines der Mutterländer des modernen „Association“-Fußballs. Der 1873 gegründete schottische Fußballverband Scottish Football Association ist nach der englischen Football Association die älteste der Welt. Wegen dieser Tradition als Mitmutterland des Fußballs ist der schottische Fußballverband, trotz der fehlenden Unabhängigkeit Schottlands vollkommen eigenständiges Mitglied sowohl der FIFA als auch der UEFA, nimmt mit eigener Nationalmannschaft an Welt- und Europameisterschaften teil und richtet einen eigenen Ligabetrieb mit der Scottish Premiership an der Spitze des Ligasystems aus.
Die beiden populärsten und auch erfolgreichsten schottischen Vereine des Herrenfußballs sind die beiden ewigen Glasgower Rivalen Celtic und die Rangers. Das weltbekannte Derby nennt sich Old Firm, ist aber auch die Bezeichnung der beiden Teams, was übersetzt so viel wie das „alte Beständige“ bedeutet.

## Geschichte des Schottischen Fußballs
Schottland war eines der ersten Länder, in denen Fußball gespielt wurde. Anfangs orientierte man sich stark an den Regeln, die 1863 von der englischen Football Association aufgestellt wurden. Queen’s Park war einer von Schottlands ersten Fußballklubs und ist der wahrscheinlich älteste noch existierende Fußballverein außerhalb Englands. Zu Beginn nahmen die Hoops im englischen FA Cup teil und erreichten auch zweimal das Finale, das sie aber beide Male verloren.
Einige inoffizielle Spiele mit Vertretern aus England und Schottland wurden bereits vorher auf dem Spielfeld The Oval in London ausgetragen, das erste offiziell anerkannte Länderspiel richtete Schottland aber erst am 30. November 1872 aus. Einer der tragenden Persönlichkeiten bei dieser Ausrichtung war Charles William Alcock. In den folgenden Jahrzehnten wurde Fußball der beliebteste Sport in Schottland.

## Scottish Football Association – der Schottische Fußballverband

Logo des schottischen Fußballverbandes

Der Fußballsport in Schottland wird von der Scottish Football Association (SFA) organisiert. Der Verband wurde am 21. März 1873 aufgrund eines acht Tage zuvor im Glasgower „Dewar’s Hotel“ stattfindenden Treffens der acht Gründungsvereine ins Leben gerufen. Nach der englischen Football Association ist die SFA damit der zweitälteste nationale Fußballverband der Welt.
1910 trat die Scottish Football Association dem Weltfußballverband FIFA bei. Der Beitritt zur europäischen Fußball-Union UEFA erfolgte im Jahr 1954.
Die SFA stellt die Schottische Nationalmannschaft sowie die nationalen Auswahlteams im Juniorenbereich zusammen und organisiert den unter ihrem Dach ausgetragenen Scottish Cup.
Der Sitz der Scottish Football Association ist der Glasgower Hampden Park, in dem auch das Scottish Football Museum untergebracht ist.

## Die Schottische Fußballnationalmannschaft
Siehe Hauptartikel Schottische Fußballnationalmannschaft.

## Das schottische Profi-Ligen-System
Das aktuelle Ligen-System existiert seit der Saison 2021/22. Auf die vier Profi-Ligen der Scottish Professional Football League (SPFL) folgen zwei hierarchisch gleichrangige regionale, halbprofessionelle, Ligen, von denen eine, die erst mit der Ligareform 2013 gegründete Lowland Football League über einen Unterbau von inzwischen drei gleichrangigen Ligen verfügt. Die traditionsreiche Highland Football League hatte, bedingt durch die geringere Bevölkerungsdichte im Norden des Landes, bis 2021 keinen Unterbau. Die im Einzugsgebiet der Highland Football League spielende und seit 1896 existierende North Caledonian Football League war nicht an das Profi-Ligen-System angekoppelt. Seit 2021 besteht jedoch für den Meister der North Caledonian Football League
(in Konkurrenz mit den Meistern der North Superleague und der Midlands Football League) die Möglichkeit des Aufstiegs.
Bis zur Saison 2013/14 war kein sportlicher Übergang (Aufstieg) von den halbprofessionellen zu den vollprofessionellen Ligen möglich. Bei Insolvenz eines Profi-Vereins wurde der vakante Platz durch Nominierung besetzt. Das galt auch für den Fall, dass ein Klub dreimal in Folge Letzter der untersten Profi-Klasse geworden war und absteigen musste. Seit der Liga-Reform sind Relegationsspiele vorgesehen. Bisher gelang der sportliche Aufstieg in die viertklassige Scottish League Two dreimal, dem Meister der Lowland Football League 2015/16, Edinburgh City, dem Meister der Highland Football League 2018/19, Cove Rangers und dem Meister der Lowland Football League 2020/21 Kelty Hearts.
| Stufe   | Ligen | Ligen | Ligen | Ligen | Ligen                                                                      | Ligen                                                                      |
| ------- | --- | --- | --- | --- | -------------------------------------------------------------------------- | -------------------------------------------------------------------------- |
| 1       | Scottish Premiership (Ladbrokes Premiership) 12 Mannschaften                                                                                | Scottish Premiership (Ladbrokes Premiership) 12 Mannschaften                                                                                | Scottish Premiership (Ladbrokes Premiership) 12 Mannschaften                                                                                | Scottish Premiership (Ladbrokes Premiership) 12 Mannschaften | Scottish Premiership (Ladbrokes Premiership) 12 Mannschaften               | Scottish Premiership (Ladbrokes Premiership) 12 Mannschaften               |
| 2       | Scottish Championship (Ladbrokes Championship) 10 Mannschaften                                                                              | Scottish Championship (Ladbrokes Championship) 10 Mannschaften                                                                              | Scottish Championship (Ladbrokes Championship) 10 Mannschaften                                                                              | Scottish Championship (Ladbrokes Championship) 10 Mannschaften | Scottish Championship (Ladbrokes Championship) 10 Mannschaften             | Scottish Championship (Ladbrokes Championship) 10 Mannschaften             |
| 3       | Scottish League One (Ladbrokes League One) 10 Mannschaften                                                                                  | Scottish League One (Ladbrokes League One) 10 Mannschaften                                                                                  | Scottish League One (Ladbrokes League One) 10 Mannschaften                                                                                  | Scottish League One (Ladbrokes League One) 10 Mannschaften | Scottish League One (Ladbrokes League One) 10 Mannschaften                 | Scottish League One (Ladbrokes League One) 10 Mannschaften                 |
| 4       | Scottish League Two (Ladbrokes League Two) 10 Mannschaften                                                                                  | Scottish League Two (Ladbrokes League Two) 10 Mannschaften                                                                                  | Scottish League Two (Ladbrokes League Two) 10 Mannschaften                                                                                  | Scottish League Two (Ladbrokes League Two) 10 Mannschaften | Scottish League Two (Ladbrokes League Two) 10 Mannschaften                 | Scottish League Two (Ladbrokes League Two) 10 Mannschaften                 |
| 5       | Highland Football League (Press & Journal Highland League) 18 Mannschaften                                                                  | Highland Football League (Press & Journal Highland League) 18 Mannschaften                                                                  | Highland Football League (Press & Journal Highland League) 18 Mannschaften                                                                  | Lowland Football League (Ferrari Packaging Lowland League) 16 Mannschaften | Lowland Football League (Ferrari Packaging Lowland League) 16 Mannschaften | Lowland Football League (Ferrari Packaging Lowland League) 16 Mannschaften |
| 6 und 7 | North Caledonian Football League 13 Mannschaften (sechstklassig) North Superleague (sechstklassig) Midlands Football League (sechstklassig) | North Caledonian Football League 13 Mannschaften (sechstklassig) North Superleague (sechstklassig) Midlands Football League (sechstklassig) | North Caledonian Football League 13 Mannschaften (sechstklassig) North Superleague (sechstklassig) Midlands Football League (sechstklassig) | East of Scotland Football League (Central Taxis EOS League) 39 Mannschaften, aufgeteilt in eine Premier Division (sechstklassig) und zwei gleichrangige Conferences (siebentklassig). South of Scotland Football League 14 Mannschaften (sechstklassig). West of Scotland Football League 67 Mannschaften, aufgeteilt in eine Premier Division (sechstklassig) und drei gleichrangige Conferences (siebentklassig). |                                                                            |                                                                            |

## Die Schottischen Pokalwettbewerbe

### Scottish Cup
Der 1873 erstmals ausgetragene Scottish FA Cup ist einer der ältesten nationalen Pokalwettbewerbe der Welt. Der Wettbewerb steht allen der Scottish Football Association angehörigen Vereinen offen. Die 12 Vereine der Scottish Premiership und die 30 Vereine der drei weiteren Profiligen nehmen automatisch am Scottish Cup teil. Die Vereine der fünft- bzw. sechstklassigen, halbprofessionellen, Ligen können sich über zwei Vorrunden qualifizieren.
Der Pokal wird im K.-O.-System ausgetragen. Die Begegnungen werden ausgelost und der Erstgezogene erhält das Heimrecht. Bleibt die erste Begegnung ohne Sieger wird ein Rückspiel angesetzt. Endet auch das Rückspiel nach regulärer Spielzeit Unentschieden, folgt eine Verlängerung und gegebenenfalls ein Elfmeterschießen, bis ein Sieger feststeht. Die Halbfinalbegegnungen finden auf neutralem Boden statt.
Das Finale des Scottish Cup wird traditionell alljährlich im Monat Mai im Glasgower Hampden Park ausgetragen. Während Umbauphasen des Hampden Park fand das Endspiel jedoch auch schon im Celtic Park und dem Ibrox Stadium statt.

### Scottish League Cup
Der Scottish League Cup existiert seit 1947. Er wird unter den Mitgliedern der Scottish Professional Football League ausgetragen.

### Scottish League Challenge Cup
Der Scottish League Challenge Cup ist ein Wettbewerb der Scottish Professional Football League für alle Profi-Mannschaften unterhalb der Scottish Premiership. Also für Vereine der Scottish Championship, der Scottish League One und der Scottish League Two. Er wurde 1990 eingeführt, um das 100-jährige Jubiläum der schottischen Meisterschaft zu feiern. Der Pokal gilt wegen des Ausschlusses der Erstligisten als relativ einfache Möglichkeit für kleinere Vereine, ihre Erfolgsliste mit einer Trophäe aufzuwerten.

## Schottische Mannschaften im Europapokal
Schottische Vereine spielen eine relativ untergeordnete Rolle im europäischen Fußball. Als konkurrenzfähig gelten nur die Old-Firm-Teams Celtic und Rangers aus Glasgow, auch wenn deren größere Erfolge in Europa länger zurückliegen.
Trotzdem haben die schottischen Mannschaften in der Vergangenheit einige Triumphe erringen können.
Die Rangers gewannen 1972 den Europapokal der Pokalsieger, nachdem sie 1967 im selben Wettbewerb bereits im Finale unterlegen waren.
Den gleichen Wettbewerb konnte Aberdeen 1983 unter Trainer Alex Ferguson gewinnen. Außerdem gewann Aberdeen in diesem Jahr den europäischen Super-Cup gegen den HSV.
Dundee United unterlag 1987 Göteborg im Finale des UEFA-Cup. Die Arabs schafften es in den 1980ern zusammen mit Aberdeen der Old Firm einige Titel, die traditionell von einer zwei Glasgower Teams gewonnen wurden, „wegzuschnappen“. Daran anlehnend werden Dundee United und Aberdeen auch als New Firm bezeichnet.
Den wohl größten Erfolg im europäischen Vereinsfußball auf schottischer Seite konnte Celtic verbuchen. Die Mannschaft besiegte 1967 im Finale des Europapokals der Landesmeister sensationell Inter Mailand mit 2:1. Die ausnahmslos innerhalb eines Radius von 30 Meilen rund um Glasgow geborenen teilnehmenden Spieler der Hoops wurden unter dem Namen Lisbon Lions bekannt. 1970 zog Celtic zwar wieder ins Finale der Königsklasse ein, verlor aber gegen Feyenoord Rotterdam knapp mit 1:2 nach Verlängerung. 2003 konnte die Mannschaft ins Finale des UEFA-Pokals vordringen, verlor aber in Sevilla gegen den FC Porto. 40.000 mitgereiste Anhänger aus Glasgow feierten trotzdem das damalige Team, die Bhoys from Seville.

## Amateurfußball
In Schottland gibt es rund 35.000 organisierte Amateurfußballer. Koordiniert wird der schottische Amateurfußball durch die 1909 gegründete Scottish Amateur Football Association (SAFA). Die SAFA als Partner der Scottish Football Association und ihre rund 50 regionalen Verbände organisieren zurzeit 67 über das Land verteilte, meist durch ihre geographische Ausdehnung begrenzte Ligen. Viele der schottischen Amateurvereine treten parallel in mehr als einer Amateurliga an.
Neben den Amateurligawettbewerben trägt die Scottish Amateur Football Association den Scottish Amateur Cup aus, in dem hunderte schottischer Amateurvereine im K.-o.-System um den landesweiten Pokal spielen.
Einige schottische Amateurmannschaften sind recht bekannt und haben eine lange Erfolgsgeschichte. In Vereinen wie dem Drumchapel Amateur F.C., bei dem die später bekannt gewordenen Trainer und Spieler Alex Ferguson, David Moyes, und Archie Gemmill ihre Karriere begannen, werden häufig Spieler für höhere Spielklassen hervorgebracht.

## Frauen- und Mädchenfußball
Frauenfußball ist in Schottland noch eine Randsportart. Dennoch verzeichnet die Scottish Womens Football Association ein stetiges Wachstum. Bekannteste Spielerin ist die Torjägerin Julie Fleeting.

### Ligen
Höchste Spielklasse ist die Scottish Women’s Premier League (SWPL) mit zwölf Vereinen. In der Saison 2006/07 nehmen folgende Vereine am Spielbetrieb teil: FC Aberdeen, Hibernian Edinburgh, Edinburgh LFC, Hutchinson Vale, Glasgow City LFC, Hamilton Academical, FC Kilmarnock, Newburgh JFC und die Raith Rovers. Der Meister der SWPL qualifiziert sich für den UEFA Women’s Cup.
Die schottische Liga gehört zu den durchschnittlich starken Ligen in Europa. Die meisten schottischen Nationalspielerinnen spielen in der englischen FA Women’s Premier League. Aus diesem Grund konnten die schottischen Vereine im UEFA Women’s Cup bisher noch keine nennenswerten Erfolge erzielen. Erfolgreichster Teilnehmer war bisher Hibernian Edinburgh, die 2004 immerhin zwei Spiele für sich entscheiden konnten, das entscheidende Vorrundenspiel jedoch verloren.
Unter der Scottish Women’s Premier League befindet sich die Scottish Women’s Football League (SWFL). Die SWFL besteht aus 38 Vereinen, die in drei Divisionen aufgeteilt sind. Die First und Second Division sind eingleisig, die Third Division zweigleisig organisiert.

### Pokal
Der Amicus Scottish Cup ist der Pokalwettbewerb im schottischen Frauenfußball. Alle Mitglieder der Scottish Women’s Premier League und der Scottish Women’s Football League können teilnehmen. Assoziierte Mitglieder aus unteren Ligen können sich für die Teilnahme bewerben.

### Nationalmannschaft
Die schottische Nationalmannschaft konnte sich bisher für keine Weltmeisterschaft qualifizieren. Die Auswahl ist im europäischen Vergleich nur Durchschnitt. Ihre Heimspiele trägt die Mannschaft in der Regel vor etwa 1000 Zuschauern im McDiarmid Park von Perth aus.